# Луке (Іспанія)
Луке (ісп. Luque) — муніципалітет в Іспанії, у складі автономної спільноти Андалусія, у провінції Кордова. Населення — 3379 осіб (2010).
Муніципалітет розташований на відстані близько 320 км на південь від Мадрида, 60 км на південний схід від Кордови.
На території муніципалітету розташовані такі населені пункти: (дані про населення за 2010 рік)
- Ла-Естасьйон: 46 осіб
- Луке: 3292 особи
- Марбелья: 9 осіб
- Лос-Монтес: 20 осіб
- Морельяна: 5 осіб
- Пеньїльяс: 7 осіб

## Демографія
Динаміка населення (INE ):

## Галерея зображень

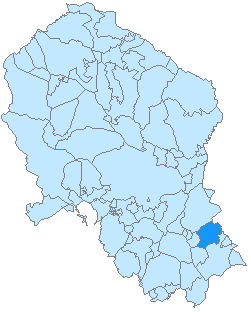
Розташування муніципалітету у провінції Кордова